# Liste der Kulturdenkmäler in Trimport
In der Liste der Kulturdenkmäler in Trimport sind alle Kulturdenkmäler der rheinland-pfälzischen Ortsgemeinde Trimport aufgeführt. Grundlage ist die Denkmalliste des Landes Rheinland-Pfalz (Stand: 27. Juni 2022).

## Einzeldenkmäler
| Bezeichnung                            | Lage                         | Baujahr                     | Beschreibung                                                                                | Bild |
| -------------------------------------- | ---------------------------- | --------------------------- | ------------------------------------------------------------------------------------------- | ---- |
| Wegekreuz                              | Hauptstraße Lage             | Mitte des 17. Jahrhunderts  | Nischenkreuz, wohl aus der Mitte des 17. Jahrhunderts                                       | BW   |
| Quereinhaus                            | Hauptstraße 12 Lage          | 1818                        | Quereinhaus, Stalltür (Spolie), bezeichnet 1818, Scheune und zweiter Stall; ortsbildprägend | BW   |
| Katholische Filialkirche St. Katharina | Hauptstraße 20 Lage          | 1788                        | kleiner Saalbau mit Dachreiter, 1788                                                        | BW   |
| Kriegerdenkmal                         | Hauptstraße, vor Nr. 20 Lage | um 1920                     | Kriegerdenkmal 1914/18, Rotsandstein                                                        | BW   |
| Gemeindehaus                           | Schulstraße 1 Lage           | Anfang des 20. Jahrhunderts | ehemalige Schule; repräsentativer Quader- und Putzbau, Anfang des 20. Jahrhunderts          | BW   |